# Alexander Moses Lapidot
Alexander Moses (Moshe) Lapidot (* 27. Februar 1819 in Vilnius; † 7. März 1906) war ein litauischer Rabbiner. Lapidot war ein früher Unterstützer der Chovevei-Zion-Bewegung.

## Leben
Lapidot studierte an litauischen Jeschiwot, darunter bei Rabbiner Israel Salanter. Er fungierte als Rabbiner in Janów, Grodno und ab 1866 in Raseiniai. Er veröffentlichte Interpretationen der Tora und Artikel über zeitgenössische Themen in Halevanon und anderen Zeitschriften. 1887 nahm er an der Konferenz der Chibbat Zion in Druskininkai teil. Er betonte, dass er Erez Israel nicht durch das Schwert, sondern durch landwirtschaftliche Arbeit auf der Grundlage eines religiös geführten Lebens in Besitz nehmen wolle. Die Zionsbewegung beabsichtige nicht, „das Kommen das Messias vorwegzunehmen“, wie vonseiten der rabbinischen Opponenten behauptet wurde. Lapidot rief die Bewahrer der religiösen Tradition auf, sich der Bewegung anzuschließen und ihr religiöses Element zu stärken. Zudem forderte er von den Reichen, Grundstücke in Palästina zu kaufen und das Land zu bearbeiten.

## Werke
- Avnei Zikaron
- Diwrei Emet
- Drischat Zion
- Knesset haGedola